# Соколов, Павел Петрович (психолог)
Павел Петрович Соколов (1863—1923) — русский психолог и педагог.

## Биография
Родился в селе Диевы городища в Ярославской губернии в семье священника. Окончил Ярославскую духовную семинарию (1884) и Московскую духовную академию (1888) со степенью кандидата богословия. Был оставлен на один год при академии профессорским стипендиатом. С сентября 1889 года стал исправлять должность доцента по кафедре психологии, а с сентября 1896 года ещё и преподавал французский язык.
В феврале 1906 года защитил магистерскую диссертацию «Вера. Психол. этюд», в мае получил должность экстраординарного профессора и вскоре выехал в заграничную научную командировку. После возвращения, в 1908—1911 годах преподавал не только в Московской духовной академии, но и в Московском университете, где был приват-доцентом кафедры философии. С 1909 года он также преподавал на Высших женских курсах, в Московском коммерческом институте и Богословском институте для женщин.
В 1914 году был удостоен звания заслуженного экстраординарного профессора Московской духовной академии по кафедре психологии. С марта 1915 года — почётный член академии.
В 1917 году он работал в журнале «Психология и дети». В 1919—1920 гг. был лектором психологии в Медико-педагогическом институте Наркомздрава. С 1919 года — профессор МГУ; руководил психологической лабораторией 2-го МГУ и был помощником председателя Психологического общества. С 1921 года состоял действительным членом Московского психологического института 1-го МГУ.
Умер 1 декабря 1923 года в Москве.

## Сочинения
П. П. Соколов — автор около 30 публикаций. Помимо работ по вопросам психологии он написал биографические статьи о В. Д. Кудрявцеве-Платонове, Н. Я. Гроте (Философский скиталец. Памяти Н. Я. Грота. — М., 1899) и др.
- Философия в современной Германии // «Православное обозрение». — 1890, № 23 и 44; Отд. изд. — М.: Унив. тип., 1890. — 77 с.
- Учение о Троице в новейшей идеалистической философии //«Вера и Разум». — 1892. — № 93 и 94.
- Банкротство натуралистического миросозерцания и современный нравственно-религиозный кризис на Западе // «Вера и Разум». — 1897, № 1—4; Отд. изд. — Харьков: тип. Губ. правл., 1897. — 82 с.
- Философская основа эволюции / Дж. Кроль; Пер. с англ. под ред. [и с предисл.] доц. Моск. духов. акад. П. П. Соколова. — Харьков: тип. Губ. правл., ценз. 1898. — 192 с. — (В защиту идеалов разума. Избранная библиотека современных западных мыслителей;  4).
- О случайности законов природы / Э. Бутру; Пер. с фр. под ред. П. П. Соколова. — М.: типо-лит. В. Д. Бонч-Бруевича, 1900. — 239 с. — (В защиту идеалов разума. Избранная библиотека современных западных мыслителей; 6).
- Элементы психологии / Жорж Фонсегрив, проф. философии в Лицее Бюффона в Париже; Пер. с 3-го фр. изд. студентов Моск. духов. акад. под ред., с изм. и доп. П. П. Соколова. —Сергиев Посад : тип. Св.-Тр. Сергиевой лавры, 1900. — [2], XIV, 351 с. (3-е изд. — Сергиев Посад, 1906)
- Вера. Психол. этюд. — М.: типо-лит. т-ва И. Н. Кушнерев и К°, 1902. — 120 с.
- Проблема веры с точки зрения психологии и теории познания. Речь пред защитой магист. диссертации «Вера. Психологический этюд» / П. П. Соколов. — Сергиев Посад: тип. Св.-Троиц. Сергиевой лавры, 1906. — 32 с.
- Преподавание психологии в германских и французских университетах. Отчет о загранич. командировке в 1906/7 уч. г. / Проф. Моск. духов. акад. П. П. Соколов. — Сергиев Посад: тип. Св.-Тр. Сергиевой лавры, 1909. — 16 с.
- Исследование умственного уровня детей (Новая измерительная скала по методу Бинэ-Симона) / Проф. П. П. Соколов Предисл.: проф. Н. Виноградов. — М.: Мир, 1925. — 56, [1] с., 4 л. ил.
  - 3-е изд. — М.: Кооп. т-во «Мир», 1928

Ему принадлежит также авторство статьи: «Факты и теория цветного слуха» («Вопросы философии и психологии». — Кн. 37 и 38) 